# De dansles
De dansles is een hoorspel van Włodzimierz Odojewski. Die Tanzstunde werd op 1 januari 1966 door de Österreichischer Rundfunk uitgezonden. De KRO zond het uit op zondag 27 november 1966, als eerste in de serie Vijf maal Polen 1966. De vertaling was van Lisetta Stembord, Willem Tollenaar voerde de regie. Het hoorspel duurde 30 minuten.

## Rolbezetting
- Simone Rooskens (Sophie)
- Jan Borkus (Sophies vader)
- Fé Sciarone (Sophies moeder)
- Hans Karsenbarg (Sophies schoolvriend Matthias)
- Sylvia Schipper (een dame)
- Frans Somers (een heer)
- Trudy Libosan (jong meisje)
- Gerrie Mantel (jong meisje)

## Inhoud
Door hun zoektocht naar eigen geluk hebben ouders maar al te vaak geen tijd om zich zo aan hun kinderen te wijden als die het verlangen en verwachten. Steeds weer wordt hun verwachting ongoocheld, steeds weer worden ze afgewezen, steeds weer met twijfelachtige uitvluchten gepaaid, steeds weer alleengelaten - zo lang tot het voor beiden, kinderen en ouders, te laat is. Vol van deze verborgen tragiek is ook dit tedere, met veel medeleven geschreven hoorspel van Odojewski waarin afgezien wordt van effecten. Ingehouden en met spaarzame middelen wordt de grenzeloze eenzaamheid van een opgroeiend meisje geschilderd, dat geen echt familieleven kent en door de egoïstische gedragingen van de ouders al te vroeg in een eigen leven geduwd wordt…